# Telesketch

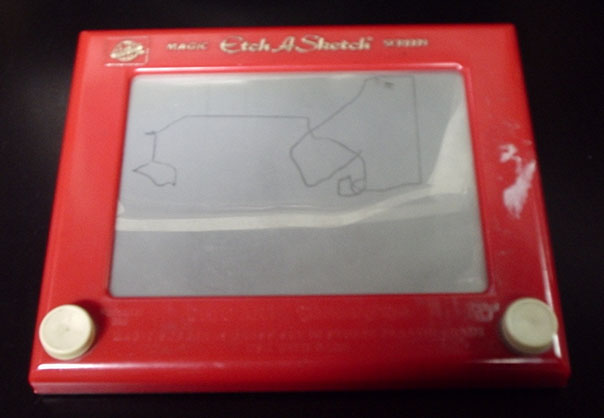
Modelo estadounidense de Telesketch (Etch-A-Sketch).

Telesketch o Sketch es un juguete inventado en 1959 por el francés André Cassagnes (23 de septiembre de 1926 – 16 de enero de 2013) y que fue comercializado por primera vez en Estados Unidos con el nombre de Etch-A-Sketch por Ohio Art Company en 1960 y en España por Borrás. Cassagnes, quien lo llamó originalmente "la Pantalla Mágica", falleció en enero de 2013.
Telesketch es relativamente plano y rectangular, con la apariencia de una pequeña pantalla de televisión. Introducido en el mercado en pleno auge del baby boom, el Telesketch es uno de los juguetes más conocidos y recordados por varias generaciones y continúa siendo popular en la actualidad.

## Funcionamiento

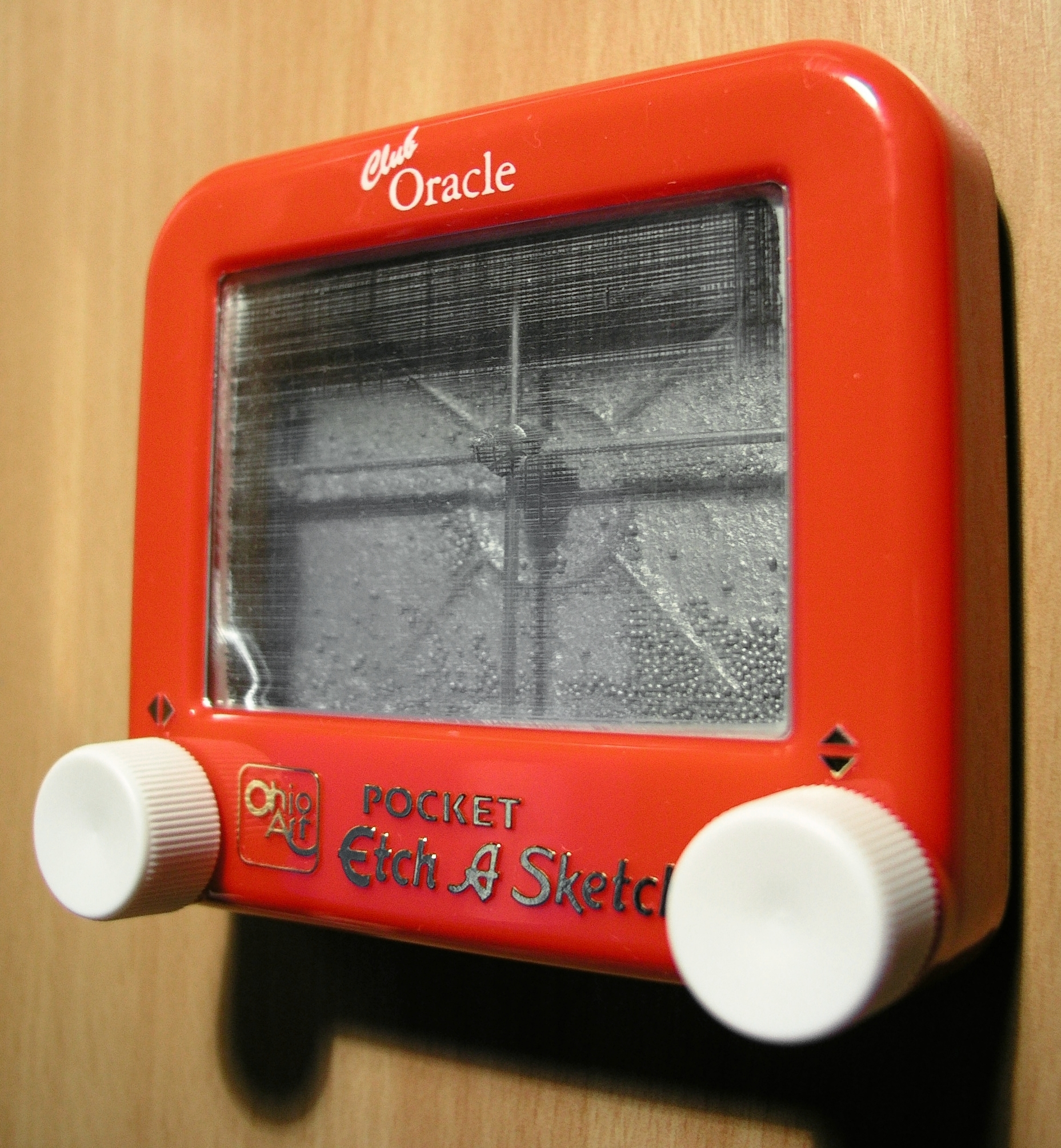
Mecanismo interno del Telesketch

Telesketch es una versión muy simplificada de un plóter. La superficie interior de la pantalla está recubierta de polvo de aluminio y partículas de estireno en la que una punta metálica móvil traza surcos, dibujando una línea negra en la pantalla gris. La punta metálica se controla por dos mandos giratorios: uno la mueve verticalmente y otro horizontalmente. Para borrar el dibujo sólo hay que ponerlo boca abajo y agitarlo para que el aluminio y el estireno vuelvan a recubrir la superficie.
Crear una línea recta en diagonal o con una curva suave con un Telesketch es notablemente difícil y una verdadera prueba de coordinación. Una solución es alternar cuidadosamente líneas verticales y horizontales con incrementos muy pequeños, una técnica que guarda semejanza con las líneas pixeladas generadas en las pantallas de los ordenadores.

## Versiones posteriores

### New Telesketch
En la actualidad Borrás (Ahora Educa Borrás) sigue comercializando el juguete, con un diseño menos rectangular, bajo el nombre de New Telesketch. Además ha cambiado el color tradicional del Telesketch, que ahora se vende en azul.

### Etch-A-Sketch Animator

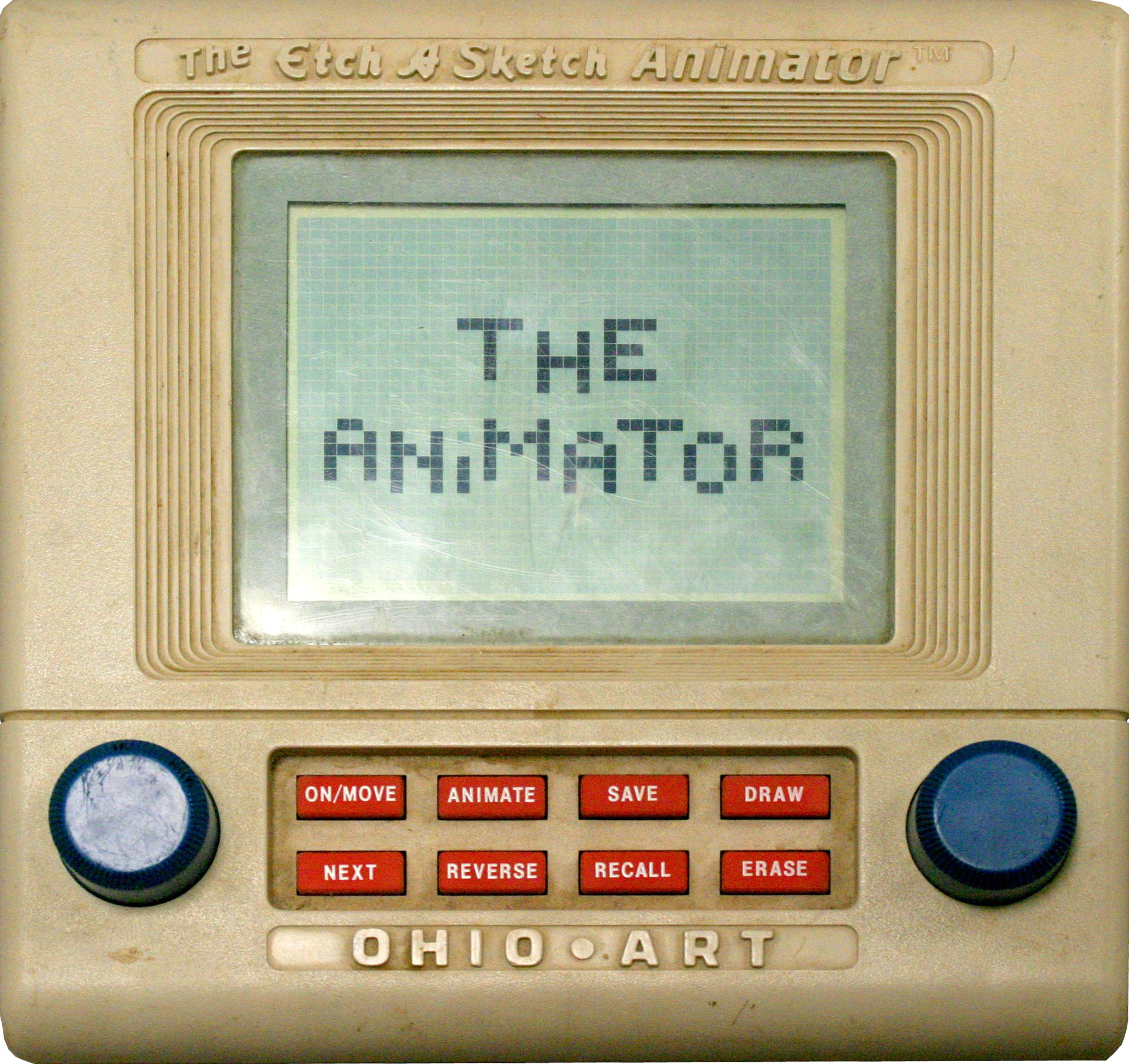
The Etch-a-Sketch Animator.

El Etch-A-Sketch Animator, comercializado por primera vez en 1987, disponía de una pantalla pixelada y tenía dos mandos para dibujar como en un Telesketch clásico y varios botones para manipular las imágenes. Tenía una memoria de unos pocos kilobytes, capaz de almacenar 12 imágenes y mostrar con ellas una animación. También tenía un sintetizador simple, que emitía tonos mientras los mandos se movían y durante las animaciones. Como con cualquier tipo de Telesketch, las imágenes creadas no eran muy suaves, a menos que el dibujante fuera muy habilidoso.

### Etch-a-Sketch Animator 2000

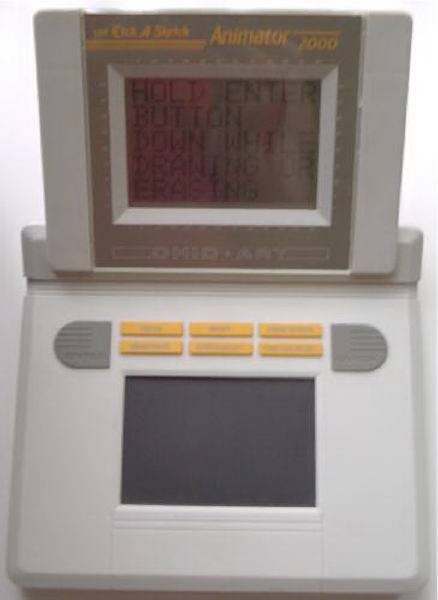
Etch-a-Sketch Animator 2000.

El Etch-A-Sketch Animator 2000 fue desarrollado en 1988 por Ohio Art como una versión avanzada del Etch-A-Sketch Animator que se había lanzado un año antes. Tenía una punta metálica para dibujar en un rectángulo, y el dibujo aparecía en una pantalla LCD de baja resolución. Ofrecía la posibilidad de animar una secuencia de imágenes así como de guardar las animaciones en cartuchos. En el Animator 2000 también se podía jugar con juegos que se cargaban en los cartuchos. Sin embargo, solamente se desarrolló un juego para Animator 2000, y poco tiempo después se dejó de fabricar.